# Pepín Casas
José Casas Gris, conocido como Pepín (n. Valencia, España; 16 de noviembre de 1931 - f. Las Palmas de Gran Canaria, España; 12 de octubre de 2010), fue un futbolista español.

## Vida deportiva
Jugaba de portero y durante su carrera defendió los colores de la U. D. Las Palmas y del Real Betis Balompié. 
Fue dos veces internacional con la selección de fútbol de España, participando en la Eurocopa 1964, en la que España fue campeona.
Falleció en Las Palmas de Gran Canaria el 12 de octubre de 2010.